# Quake
Quake (укр. Струс, тремтіння) — відеогра жанру шутера від першої особи, розроблена id Software і випущена 22 червня 1996 року. Quake здійснила прорив у 3D-технологіях, використовуючи текстуровані полігональні моделі замість спрайтів, повністю реалізувавши тривимірний світ замість двовимірної карти з інформацією про висоту (як було в Doom). Quake була однією із небагатьох ігор, що дозволяла грати через Інтернет, а не лише в локальній мережі, що значною частиною зумовило її популярність
Більшу частину рушія Quake написав Джон Кармак. Гра також відома своїм саундтреком, який написав Трент Резнор з музичного гурту Nine Inch Nails. Quake є родоначальником однієї з найуспішніших ігрових серій: продано понад 4 мільйонів копій Quake, Quake II та Quake III Arena [джерело?]. Наприкінці 2005 року вийшло продовження серії — Quake 4, що є сюжетним продовженням Quake II. З появою Quake, зародилося поняття «кіберспорт», виникла велика спільнота гравців та почалися проведення великих чемпіонатів з відеоігор з цінними призами.

## Ігровий процес

Зомбі атакують бійця, жбурляючи в нього шматки своєї мертвої плоті.

### Основи
Гравець керує бійцем, який один бореться з численними ворогами, користуючись розкиданими на рівнях зброєю, спорядженням і бонусами. Гра можлива в одиночному режимі, кооперативному, та проти інших гравців. Боєць початково має 100 одиниць здоров'я, 25 одиниць броні, сокиру і дробовик. Керування здійснюється з клавіатури, або з клавіатури і мишки. Персонаж може ходити, бігти, відступати в боки, стрибати і плавати в рідинах.
Складність гри має три рівні та обирається шляхом входу в один з трьох тунелів перед початком нової гри. Секретний четвертий рівень можна відкрити, відшукавши прихований вхід до нього.

### Зброя
- Сокира (англ. Axe) — залізна сокира, яка використовується в ближньому бою і завдає невеликих ушкоджень. Слугує в основному для атак за обмалі боєприпасів до стрілецької зброї та розрубування секретних дверей. Ефективність цієї зброї зростає при використанні бонусів. Сокирою можна вдаряти зі швидкістю два удари на секунду.
- Дробовик (англ. Shotgun) — початкова стрілецька зброя для коротких дистанцій, яка завдає невеликих ушкоджень, трохи більше за сокиру. Може здійснювати по два постріли за секунду. Вимагає дробу, що лежить, як і інші боєприпаси, в ящиках.
- Двоствольний дробовик (англ. Double-Barrelled Shotgun) — версія дробовика, що завдає понад, ніж подвійних ушкоджень. Має великий розкид, але завдяки цьому дуже ефективний на ближніх дистанціях проти груп ворогів. Вимагає дробу.
- Цвяхомет (англ. Nailgun) — стріляє гострими цвяхами (флешеттами), кожен з яких має малу забійну силу, зате сама зброя вирізняється скорострільністю і великою дальністю пострілів. Вимагає флешетт.
- Суперцвяхомет (англ. Super Nailgun) — посилена версія цвяхомета, оснащена чотирма стволами і яка вистрілює по два цвяхи за раз. При високій забійності відповідно швидше витрачає боєзапас. Вимагає флешетт.
- Гранатомет (англ. Grenade Launcher) — запускає гранати, які летять по параболі та вибухають одразу при зіткненні з ворогом або за кілька секунд, якщо падають на землю. Є однією з найзабійніших зброй у грі. З допомогою гранатомета можна підкинути самого стрільця вибухом. Вимагає гранат.
- Ракетомет (англ. Rocket Launcher) — вистрілює ракетами, що летять по прямій. З допомогою ракетомета можна підкинути стрільця. Використовує ті ж боєзапаси, що й гранатомет.
- Блискавкомет (англ. Thunderbolt) — випускає потік електричних розрядів, які на короткій дистанцій завдають великих ушкоджень. При використанні у воді, лаві чи слизі миттєво втрачає весь боєзапас, вражаючи всіх навколо, в тому числі стрільця. Вимагає батарей.

### Бонуси
На рівнях гри розкидані бонуси, які дають певні переваги, залежно від свого виду, і з часом відновлюються на тому ж місці. Бонуси здоров'я відновлюють 25 або 100 одиниць при їх взятті. Бонуси броні поділяються на зелений (поглинає 30 % ушкоджень, дає 100 одиниць), жовтий (поглинає 60 % ушкоджень, дає 150 одиниць) і червоний (поглинає 80 %, дає 200 одиниць). Крім них існує ще три бонуса: Четверні ушкодження на 30 секунд вчетверо збільшують атаку всієї зброї, Пентаграма захисту робить власника на 30 секунд невразливим, Перстень тіней на той же час робить власника невидимим, за винятком його очей. Костюм біозахисту дозволяє довго плавати під водою і в слизі, але не вберігає від лави.

### Мультиплеєр
У Quake є можливість змагатися кільком гравцям. Для свого персонажа пропонується обрати ім'я, колір броні та одягу (штанів). Бої відбуваються на картах, наявних в сюжетному режимі, а також невеликому наборі додаткових карт. Існує два мультиплеєрних режими:
- «Бій на смерть» — кожен грає сам за себе, намагаючись вбити якомога більше противників. За кожне вбивство нараховується фраг. Коли боєць гине, він респавниться у випадковому місці. Метою є досягти заздалегідь встановленої кількості фрагів до вичерпання часу.
- «Кооперативний» — до чотирьох гравців разом проходять мапи сюжетного режиму.

## Сюжет
Уряд розробив робочий прототип телепортаційної брами під назвою «Slipgate». Проте звідти почали наступ орди ворожих чудовиськ, керованих кимось, кому дали кодове ім'я «Струс» (Quake). Для протидії цим ворогам посилають бійця Рейнджера (Ranger), котрим і керує гравець. Він мусить відшукати в чотирьох ворожих вимірах руни, з допомогою яких відкрити прохід до істоти, яка керує вторгненням і знешкодити її.

### Епізоди
Гра складається з 28 рівнів, згрупованих у вступ, 4 епізоди, та фінал, а також чотирьох прихованих підрівнів, по одному в кожному епізоді. Кожен епізод є окремим виміром, у який боєць потрапляє крізь телепортаційні брами.
Вступ (Introduction). Це місце з кам'яними стінами, освітлене багаттями, має кілька коридорів. Входячи в них, Рейнджер обирає складність гри та основні епізоди, які бажає повторно пройти. Шлях до Важкої складності має яму з лавою, яку слід перестрибнути. Коридори до епізодів відкриваються в міру їх послідовного проходження.
Вимір проклятих (Dimension of the Doomed). Рейнджер прибуває на військову базу, де зустрічає підкорених «Струсом» людей і собак. Розстрілюючи їх, він пробирається до брами, яка переносить бійця до іншого виміру, подібного на кам'яну фортецю з диявольськими символами. Борючись з людьми і чудовиськами та минаючи пастки, Рейнджер знаходить нову зброю та пробивається до басейну з лавою. Звідти піднімається потвора Ктон, яку він вбиває і отримує Руну Землі.
Царство Чорної магії (The Realm of Black Magic). Рейнджер опиняється в наступному вимірі, що лежить під похмурим фіолетовим небом. Його складають подібні на середньовічні стіни й катакомби з чаклунськими орнаментами, місцями затоплені водою. Блукаючи коридорами і кімнатами, наповненими ворогами, боєць стикається з павукоподібним Пожиратилем. Вбивши його, герой отримує Руну Чорної магії.
Потойбіччя (The Netherworld). Боєць телепортується до наступного виміру, де стоять масивні похмурі будівлі, місцями покриті палаючими рунами. Багато приміщень цього місця наповнені лавою, якої доводиться остерігатися, заразом борючись з потворами. До цих небезпек додаються пастки і рухомі платформи, що переміщуються над прірвами. Рейнджер розшукує Золотий і Срібний ключі для продовження подорожі, але на заваді стає новий Пожиратель. Поборовши його, герой добуває Руну Пекельної магії.
Світ Древніх (The Elder World). В цьому вимірі Рейнджер виявляє лібіринти, повні ворогів, але також і зброї з боєприпасами і амуніцією. Після блукань боєць знаходить тутешній Срібний ключ і врешті забирає Руну магії Древніх. З нею він отримує всі сили для проходу крізь браму, що веде до «Струсу». Рейнджер дізнається, що вторгненням на Землю керує істот Шуб-Ніггурат, яка прагне перетворити планету на кошмарний світ, як і її тутешні володіння.
Останній рівень (Final level). В катакомбах Рейнджер зустрічає Шуб-Ніггурат, оточену лавою. Це страховисько зі щупальцями насилає своїх слуг, але врешті програє і розривається на шматки. Гравець отримує вітання від id Software та похвалу за вправність і хитрість, завдяки яким зумів пройти всю гру. Після цього Рейнджер опиняється на вступному рівні, звідки може почати свою пригоду знову.

## Розробка
Quake спочатку планувалася id Software як двовимірна рольова гра за участю однойменного демона як головного лиходія. Поступово мутуючи в шутер, вона втратила оригінальні сюжет і концепцію, а фінальним лиходієм стала Шуб-Ніггурат, одна зі спільників Квейка. Шуб-Ніггурат є також одним із божеств всесвіту Міфів Ктулху Говарда Філліпса Лавкрафта. Всесвіт Quake і Міфи Ктулху, тим не менше, сюжетно ніяк між собою не пов'язані.
Під час роботи над грою розробники довго не могли виробити єдиної концепції сюжету і сетингу: головний дизайнер Джон Ромеро хотів витримати історію в стилістиці «темного фентезі», а дизайнери рівнів Тім Віллітс і Амерікен Макгі планували зробити більш футуристичну, схожу на Doom гру, звідси «техногенні» початкові рівні кожного епізоду, наповнені агресивними солдатами в скафандрах, які озброєні дробовиками і бластерами. Дизайн цих рівнів за стилістикою нагадує всесвіт Quake II, і, ймовірно, є одним з витоків його сетингу.
На ящиках з набоями для Цвяхостріла (Nailgun) намальована емблема Nine Inch Nails — цей музичний гурт написав музичний супровід до гри.

## Модифікації
У рушій Quake вбудований інтерпретатор байткоду, що виконує програму, яка визначає всю логіку ігрових подій. Байткод міститься у файлі progs.dat, який створюється з вихідного коду мовою QuakeC спеціальним компілятором. Змінюючи цей файл, можна створювати різні модифікації Quake. В Quake II та пізніших іграх інтерпретатор виключений з рушія, але можливість створювати модифікації, як і раніше залишалася — код, який відповідає за ігрові процеси, перенесений у бібліотеки, які динамічно підвантажуються (gamex86.dll / gamex86.so в  Quake II для i386  / Linux).
На основі оригінального рушія створені різні модифікації гри: TeamFortress, орієнтована на мережеву командну гру, Quake Rally, варіант автоперегонів зі стрільбою, а також: Shrak, Nehahra, Qzone, Malice, Soul of Evil, Alien Quake. Крім того, для Quake було випущено два офіційні доповнення: Quake: Scourge of Armagon (від Hypnotic) і Quake: Dissolution of Eternity (Rogue Entertainment).
Додатково створювалася величезна кількість demo-роликів, які з'явилися завдяки модам, що дозволяють літати над картою з будь-якою швидкістю і на будь-якій висоті, а також спеціальним програмам для нарізки вже записаного. Переважно це були промо-ролики різних команд. Але траплялися і демонстрації проходження гри на якийсь час, і навіть певна подібність мультфільмів.
В 1999 році вихідний код Quake і QuakeWorld відкрито під ліцензією GPL, що дозволило ентузіастам розробляти і модифікувати як серверну, так і клієнтську частини гри.
- EzQuake [Архівовано 4 квітня 2005 у Wayback Machine.] (QuakeWorld-клієнт з вбудованим полегшеним сервером)
- MVDSV [Архівовано 24 жовтня 2007 у Wayback Machine.] (QuakeWorld-сервер)
- KTX (QuakeWorld deathmatch / ctf / arena мод)
- EZTV[недоступне посилання з лютого 2019] (QuakeWorld-проксі для перегляду гри в реальному часі багатьма глядачами одночасно)
- FTEQW [Архівовано 24 листопада 2009 у Wayback Machine.] (QuakeWorld + Quake)
- FuhQuake [Архівовано 11 квітня 2021 у Wayback Machine.] (QuakeWorld / DM)
- Qw262 (QuakeWorld / TeamFortress)
- DarkPlaces [Архівовано 11 січня 2010 у Wayback Machine.] (QuakeWorld + Quake)
- Telejano Quake Engine — рушій, заснований на рушії TomazQuake. Перероблена графіка, за якістю ефектів поступається тільки Tenebrae.

Крім того, існує графічна модифікація Quake Tenebrae [Архівовано 13 травня 2010 у Wayback Machine.], що додає в гру шейдерні ефекти, бамп-мапінг, складне освітлення та інші сучасні візуальні ефекти. Останні версії DarkPlaces не поступаються Tenebrae за якістю графіки і можливостями, а у швидкості навіть перевершують.

### Створення карт
У рушії Quake для визначення зіткнень (Collision detection) і відсікання невидимих багатокутників (Backface culling) використовується технологія BSP.
Досить популярним заняттям серед шанувальників гри є створення карт — тривимірних моделей ігрового простору Quake. Оскільки безліч інших ігор засновані на Quake Engine, технологія створення карт для них мало відрізняється від технології створення карт для Quake (найчастіше для цього використовуються одні й ті ж програми).

### Редактори карт для Quake
- QE4
- QERadiant
- Qoole
- Quark
- Worldcraft (версії до 2.0)

## Ігри, що використовують рушії Quake

Дерево ігор, створених на основі рушія Quake

Гра Half-Life є головним прикладом розвитку рушія. Вона базується на сильно модифікованому рушії Quake 1 з елементами Quake 2.
На рушії наступного покоління — Quake 2 Engine розроблені такі продукти, як Kingpin, Anachronox, Sin, Heretic 2, Daikatana та інші, проте найпопулярнішим рушієм став Quake 3 Engine, який подарував життя дійсно величезній кількості тайтлів: Call of Duty, Medal of Honor, Heavy Metal FAKK 2, Star Trek: Elite Force, American McGee's Alice, Return to Castle Wolfenstein, Soldier of Fortune та іншим менш популярним продуктам.
Крім того, існує кілька повністю вільних і безкоштовних ігор на модифікованому рушії Quake: наприклад, Nexuiz — шутер від першої особи, орієнтований на онлайн-баталії.

## QuakeWorld
Спершу в Quake нарівні з однокористувацьким проходженням, була реалізована можливість мережевої гри між кількома учасниками. Однак вихідна реалізація була розрахована практично тільки на гру в локальної мережі. У зв'язку з величезною популярністю гри та початком розповсюдження загальнодоступних мереж (Інтернету), 17 грудня 1996 року, незабаром після офіційного релізу гри, id Software було випущено додаток — QuakeWorld. Його суть полягає в значній переробці мережевого коду гри і можливості включати в гру користувачів не тільки локальних мереж. Одним із нововведень стало введення передбачення на стороні клієнта (англ. client-side prediction) — режиму, що дозволив комп'ютеру гравця передбачати рух об'єктів до відповіді сервера, що дозволило значно знизити вимоги до швидкості інтернет-з'єднання, відкривши доступ до гри величезній кількості людей. При цьому фізика QuakeWorld злегка відрізняється від фізики NormalQuake. У першу чергу це стосується стрибання і деякої зброї.
Таким чином Quake стала однією з перших багатокористувацьких ігор в інтернеті. Фактично QuakeWorld надовго стала стандартом для створення мережевих ігор, а оригінальна Quake після виходу отримала назву LAN-Quake. QuakeWorld сервери різних модів (Deathmatch, TeamFortress) досі досить популярні в інтернеті.

## Швидкісне проходження
Quake стала другою після Doom грою, в якій дуже поширений speedrunning, тобто швидкісне проходження гри. Особливістю рушія Quake є наявність багатьох недокументованих можливостей, які роблять швидкісне проходження дуже видовищним і несподіваним. Головною спільнотою спідранерів Quake є SDA [Архівовано 27 листопада 2013 у Wayback Machine.]. Нині найшвидшими проходженнями вважаються «Quake done Quick with a Vengeance» з результатом 12 хвилин 23 секунди для рівня складності Nightmare і «The Rabbit run» з результатом 10 хвилин 58 секунд для рівня складності Easy.